# Wincenty Gordon
Wincenty Gordon (ur. 31 marca 1900 w Bydgoszczy, zm. 2 stycznia 1982 tamże) – polski historyk i działacz społeczny.

## Życiorys
Pochodził z biednej rodziny robotniczej. Aby pomóc rodzinie, jako młody chłopiec podjął pracę gońca, a w wieku 16 lat został pomocnikiem ślusarza w parowozowni kolejowej. W roku 1917 wstąpił w szeregi I Drużyny Skautowej im. Stanisława Staszica w Bydgoszczy, w której po kilku tygodniach działalności został zastępowym. Jako aktywny działacz w drużynie skautowej brał czynny udział w wielu inicjatywach, budzących polskiego ducha w czasie zaboru pruskiego. W 1919 roku był współorganizatorem IV Bydgoskiej Drużyny Skautowej im. Jana Kilińskiego. W okresie powstania wielkopolskiego razem z członkami swojej drużyny pomagał powstańcom jako łącznik i sanitariusz. Po powrocie Bydgoszczy do Macierzy wiosną 1920 roku zostaje Komendantem Drużyn Skautowych działających w Bydgoszczy. Krótko przed wybuchem II wojny światowej został odznaczony Krzyżem Zasług dla ZHP. W czasie okupacji niemieckiej pracując w Warsztatach Kolejowych w Bydgoszczy, organizował trójki „Szarych Szeregów”, zajmujące się sabotażem. Po wojnie pracował w Zakładach Energetycznych Okręgu Północnego. Jednocześnie ze względu na bardzo dobrą znajomość języka niemieckiego zajmował się tłumaczeniem dokumentów w Wojewódzkim Archiwum Państwowym w Bydgoszczy. Ta działalność przyczyniła się do zainteresowania historią Bydgoszczy. Nawiązał współpracę z Towarzystwem Miłośników Miasta Bydgoszczy, został jego zasłużonym członkiem. Był współorganizatorem wielu wystaw historycznych, odczytów i prelekcji.  Pierwszą pracę napisał w roku 1957, był to zarys historii skautingu bydgoskiego w latach 1917-1920. Publikował w „Kalendarzu Bydgoskim”, „Ilustrowanym Kurierze Polskim” i „Dzienniku Wieczornym”. Sporządzał notatki o Bydgoszczy, a prace łączył w cykle: Z teki szperacza, Bydgoskie dzielnice, Bydgoskie kościoły. 
Spoczywa na cmentarzu przy al. ks. Stefana Kardynała Wyszyńskiego w Bydgoszczy. Ulica jego imienia znajduje się w Bydgoszczy na osiedlu Przylesie (Nowy Fordon).